# LBQS 1429-008
LBQS 1429-008はクエーサーの一つである。初めて発見された3重クエーサーとして著名。

## 概要
クエーサーは重力レンズ効果により、像が複数に分裂する「見かけの多重クエーサー」は数百個以上発見されている。しかし、別々のクエーサーが重力的に結合しているもので、3つのクエーサーが結合したものはLBQS 1429-008が初めてである。

## 構成
LBQS 1429-008を構成している天体は、発見順にLBQS 1429-008A、LBQS 1429-008B、LBQS 1429-008Cと名づけられている。Aが最も明るく、1989年に発見された。このとき既にBも捕らえられていたが、別のクエーサーなのか、それとも重力レンズ効果によるAの像なのかはっきりしていなかった。スペクトル測定によってBがAとは異なる天体であることがわかったのは2003年になってからである。そして2007年になって、一番暗いCが発見され、スペクトル測定により、これもAやBとは異なる天体であることがわかった。3つのクエーサーは非常に接近しており、5秒角以内にある。LBQS 1429-008を構成するブラックホールの質量は、3つを合計して太陽の百数十万倍から数十億倍と考えられている。

## 意義
LBQS 1429-008の距離は175億5800万光年である。見かけの距離から、104億8200万年前の天体である事になる。この時代が銀河どうしの接近と相互作用が一番盛んだった時期とも言われており、重力的に結合した多重クエーサーの存在は、昔の宇宙が混沌としていた事を示している。また、クエーサーを構成している巨大ブラックホールが非常に接近している事は、銀河の中心にある巨大ブラックホールの進化について理解するのに役立つかもしれない。